# 30e méridien est
En géographie, le 30e méridien est est le méridien joignant les points de la surface de la Terre dont la longitude est égale à 30° est.

## Géographie

### Dimensions
Comme tous les autres méridiens, la longueur du 30e méridien correspond à une demi-circonférence terrestre, soit 20 003,932 km. Au niveau de l'équateur, il est distant du méridien de Greenwich de 3 340 km,.
Avec le 150e méridien ouest, il forme un grand cercle passant par les pôles géographiques terrestres.

## Zones traversées
En commençant par le pôle Nord et descendant vers le sud au pôle Sud, Le 30e méridien est passe par:
| Coordonnées          | Pays, territoire ou mer          | Notes                                                           |
| -------------------- | -------------------------------- | --------------------------------------------------------------- |
| 90° 00′ N, 30° 00′ E | Océan Arctique                   |                                                                 |
| 80° 09′ N, 30° 00′ E | Mer de Barents                   | Passe entre les îles de Kongsøya et Abeløya (Svalbard, Norvège) |
| 70° 42′ N, 30° 00′ E | Norvège                          |                                                                 |
| 70° 04′ N, 30° 00′ E | Varangerfjord                    |                                                                 |
| 69° 51′ N, 30° 00′ E | Norvège                          |                                                                 |
| 69° 25′ N, 30° 00′ E | Russie                           |                                                                 |
| 67° 41′ N, 30° 00′ E | Finlande                         | Sur environ 8 km                                                |
| 67° 37′ N, 30° 00′ E | Russie                           |                                                                 |
| 66° 00′ N, 30° 00′ E | Finlande                         |                                                                 |
| 65° 41′ N, 30° 00′ E | Russie                           |                                                                 |
| 64° 47′ N, 30° 00′ E | Finlande                         |                                                                 |
| 63° 45′ N, 30° 00′ E | Russie                           | Sur environ 2 km                                                |
| 63° 44′ N, 30° 00′ E | Finlande                         |                                                                 |
| 61° 45′ N, 30° 00′ E | Russie                           |                                                                 |
| 60° 00′ N, 30° 00′ E | Mer Baltique                     | Golfe de Finlande                                               |
| 59° 52′ N, 30° 00′ E | Russie                           |                                                                 |
| 55° 51′ N, 30° 00′ E | Biélorussie                      |                                                                 |
| 51° 29′ N, 30° 00′ E | Ukraine                          |                                                                 |
| 46° 30′ N, 30° 00′ E | Moldavie                         | Pendant environ 12 km                                           |
| 46° 23′ N, 30° 00′ E | Ukraine                          |                                                                 |
| 45° 44′ N, 30° 00′ E | Mer Noire                        |                                                                 |
| 41° 08′ N, 30° 00′ E | Turquie                          |                                                                 |
| 36° 13′ N, 30° 00′ E | Mer Méditerranée                 |                                                                 |
| 31° 17′ N, 30° 00′ E | Égypte                           |                                                                 |
| 22° 00′ N, 30° 00′ E | Soudan                           |                                                                 |
| 10° 17′ N, 30° 00′ E | Soudan du Sud                    |                                                                 |
| 4° 13′ N, 30° 00′ E  | République démocratique du Congo |                                                                 |
| 0° 51′ N, 30° 00′ E  | Ouganda                          |                                                                 |
| 1° 26′ S, 30° 00′ E  | Rwanda                           | Passant à l'ouest de Kigali                                     |
| 2° 21′ S, 30° 00′ E  | Burundi                          |                                                                 |
| 4° 18′ S, 30° 00′ E  | Tanzanie                         |                                                                 |
| 6° 29′ S, 30° 00′ E  | Lac Tanganyika                   |                                                                 |
| 7° 08′ S, 30° 00′ E  | République démocratique du Congo |                                                                 |
| 8° 19′ S, 30° 00′ E  | Zambie                           |                                                                 |
| 15° 38′ S, 30° 00′ E | Zimbabwe                         |                                                                 |
| 22° 13′ S, 30° 00′ E | Afrique du Sud                   | Limpopo Mpumalanga KwaZulu-Natal Cap-Oriental                   |
| 31° 18′ S, 30° 00′ E | Océan Indien                     |                                                                 |
| 60° 00′ S, 30° 00′ E | Océan Austral                    |                                                                 |
| 69° 18′ S, 30° 00′ E | Antarctique                      | Terre de la Reine-Maud, revendiqué par la Norvège               |